# كأس فيد 2014
كأس فيد 2014 (بالإنجليزية: 2014 Fed Cup)‏ هو الموسم 52 من  كأس فيد. أقيم خلال الفترة 3 فبراير 2004 وحتى 9 نوفمبر 2014، وفاز فيه منتخب التشيك لكأس فيد.